# Batalla de La Donjuana
La batalla de La Donjuana fue un enfrentamiento militar decisivo en el contexto de la guerra civil de 1876 librado el 27 de enero de 1877 cerca de Pamplona. Supuso la destrucción de una columna de guerrilleros conservadores provenientes del estado de Cundinamarca cuando intentaba invadir Santander, tras la derrota las milicias rebeldes fueron relegadas a operaciones menores hasta el final del conflicto.

## Antecedentes
La guerra civil se inició con la sublevación de los conservadores en los estados de Antioquia y Tolima, dándose una lucha inicial por el control de Cauca que terminó con la victoria liberal en Los Chancos. Tras esto se dio una disputa por el control de Tolima mientras lentamente era cercada Antioquia.
Con el esfuerzo del gobierno federal centrado en dichas campañas las guerrillas rebeldes formadas en Cundinamarca fueron inicialmente ignoradas, lo que les permitió aumentar sus zonas de operaciones y reclutas. A fines de agosto de 1876 sus dos principales unidades eran la de Guasca de Manuel Briceño (2.500 hombres) y la de Mochuelo de Alejandro Posada (700 rebeldes). El general liberal Sergio Camargo fue enviado con una poderosa fuerza de 3.000 hombres para derrotarlas pero este fracasó en su misión ya que estas procedieron a retirarse y ocultarse hasta que el general se creyó victorioso y volvió a la capital.
Tras este éxito los jefes rebeldes reunieron sus fuerzas en Sopó donde acordaron formar una gran columna de 1.600 a 1.800 hombres para invadir Boyacá y Santander al mando de Antonio Valderrama. También dejaron algunos centenares de hombres en Cundinamarca para continuar las operaciones ahí con el objetivo de distraer a sus enemigos.
Su objetivo era derrocar los gobiernos de Boyacá y así distraer las fuerzas liberales de sus operaciones Antioquia y Tolima llevando la guerra al centro del país. Esperaban encontrar apoyo, en Boyacá se habían formado varias guerrillas de unos 1.000 miembros en total pero fueron vencidas al poco tiempo. Sin embargo, el gobierno liberal se enteró de sus planes y organizó varias fuerzas con el objetivo de cercar a la columna enemiga y aniquilarla bajo el comando del general Camargo quien salió de Bogotá en su persecución.
Tras cuarenta días de marchas forzadas, las guerrillas pasaron por Boyacá hasta llegar a Santander, aumentando sus filas con los hombres reclutados en el trayecto, alcanzando los 4.000 hombres. Para enfrentarlos, los liberales se organizaron en cuatro fuerzas para perseguirlos, acorralarlos y acabarlos: 600 hombres en Socorro al mando del coronel Ramón Rueda, 1.100 en García Rovira dirigidos por el general Solón Wilches, 1.200 en Pamplona, Chinacota y Cúcuta al mando de los coroneles Fortunato Bernal, Daniel Hernández, Ramón Peñafort y Salvador Vargas, y 2.000 al mando de los generales Camargo y Gabriel Vargas Santos en Guanentá.
Valderrama acampo con sus tropas en La Donjuana, cerca de Pamplona, perseguido de cerca por Camargo. Este llegó a la ciudad el 24 de enero, sumándoseles las tropas de Wilches y Bernal. Debido a esto decidieron lanzar un ataque coordinado contra los conservadores para acabar con ellos definitivamente.

## La batalla
Mientras Wilches junto a Camargo avanzaron por la ruta que comunicaba con Cúcuta Bernal lo hizo desde Pamplona. La resistencia de los rebeldes fue feroz, hasta el punto que solo dos batallones liberales alcanzaron el campamento enemigo el día 26, debido a esto Posada ordenó a fuerzas dispersas en las cercanías reunirse e intentar escapar del lugar forzando el cerco que empezaba a formarse.
A las seis de la mañana del 27 de enero las fuerzas conservadoras se reunieron en La Donjuana pero en esos mismos momentos llegaron las tropas del general Morales iniciando de inmediato su ataque. Mientras el general Camargo se encargaba de reforzar a las tropas que se hallaban ya en combate.
Los conservadores estaban bien atrincherados en todas las posiciones, excepto en una meseta llamada Naranjal considerada intransitable, fue por ahí que desde donde los liberales lanzaron su principal ataque, sorprendiendo al enemigo y logrando flanquearlo. Los conservadores intentaron desesperadamente oponérseles, sufriendo muchas bajas y debiendo desguarnecer otras posiciones lo que fue aprovechado por Bernal para lanzar un ataque contra el centro de la línea enemiga, logrando tomar La Donjuana y proclamando la victoria.

## Consecuencias
Tras esto las fuerzas rebeldes huyeron como pudieron hacia Cúcuta pero en vista de su oportunidad de tomar la ciudad giraron y volvieron a Boyacá y Cundinamarca. El general Wilches fue encargado de perseguirlos. Los ocuparon Pamplona el 12 de febrero por unas horas hasta que la presencia del enemigo los forzó a huir. Se produjo un breve combate en Mutiscua dos días después siendo nuevamente derrotados los conservadores. Finalmente los principales jefes guerrilleros empezaron a rendirse uno por uno, mientras que sus tropas volvieron a sus hogares o continuaron de vuelta a Cundinamarca.
De este modo las guerrillas restantes quedaron sin sus principales comandantes, perdiéndose a la larga la coordinación entre estas, llevando a su debilitamiento y desaparición. Sin embargo, continuaron operativas hasta que entre abril una ofensiva lanzada contra sus bases en la Sabana de Bogotá les llevó a dispersarse o aceptar la desmovilización.